# GUNHEE
GUNHEE（ゴニ 1983年6月24日 - ）は、韓国の美容師。 韓国アイドルのヘアスタイリストを担当。本名：全 榮勲（ジョン・ヨンフン）。
日本、シンガポール、中国などのアジアで活躍するヘアスタイリストであり、2017年、表参道にGUNHEE TOKYOをオープン。

## 来歴
- 大元大学メイクコーディネート学科卒業
- 2002年、ヘアスタイリストとしてソウルを拠点に活動開始
- 2004年、韓国に美容室「The J Hair Make-up 」をオープン
- 2015年、The J Hair Make-up ２号店（韓国）
- 2016年、Bella K-Beauty House by GUNHEE（シンガポール）
- 2017年、表参道に美容室「GUNHEE Aoyama」をオープン。GH1933代表取締役
- 2019年、Zeva Hair Spaディレクター（香港）「GUNHEE TOKYO」に社名変更
- 2020年、bloblow 代表取締役
- 2021年、De Nii Chungdamリーダー

- SUPER JUNIORのキム・ヒチョルを始め、アイドル・モデルなど数多く担当し、TV番組や雑誌、セミナーなどの幅広く活動をしている。

## 人物
高校の頃から美容に興味が持ち始め、大学校で美容の資格の取得。
進路のことで悩んでいたとき、MBC＜がんばれ!クムスン＞というドラマの主人公が清潭洞（チョンダムドン）サロンでヘアスタイリストとして成功するストーリーを見て江原道出身のGUNHEEは「清潭洞」というところがあるということを知った。
表参道エリアのように有名なサロンが集まる街なら顧客の需要も多く、専門的な技術を学ぶことができると思って清潭洞に行こうと決心して卒業後にソウルに上京。
ラ・ビューティー・コア、ラ・クロエでアシスタントとして始め、 レッドカーペット、ジョンセムルビューティーなどを経てヘアスタイリストとして成功した。以後、サロン<The J>をオープン。
GUNHEEは自分のサロンの運営はもちろん、数多くのトップスターを担当し、ビューティー業界でヘアスタイリストとして認知度を高めた。また、多数の番組に出演して自分の顔が多くの人に知られている。
「K-Beauty」トレンドを広く伝えるため、日本、シンガポール、中国など積極的に海外進出に全力を尽くしている。
Instagramで45万人のフォロワーを保有している影響力のあるインフルエンサーとしても活躍している。

### 日本への進出
どの国でも美容業界は非常に大変な世界だということをよく知っていたが、 外国ヘアスタイリストとしてのサロンも生き残れることを自ら立証するため、アジアの美容の中心である日本でサロンを開くことに決めた。
しかし、日本国内で免許を取得しなければ美容師としての資格が与えられなかったため、日本進出に困難を経験した。
それにもかかわらず 様々な困難やリスクを乗り越え、外国スタイリストもアジア、より広い海外に進出できる機会を得る原動力になるために、初心に戻る気持ちで多くの時間と努力を通じて立地を固め始めた。
また、基礎から最新技術まで韓国スタイルの基本知識とスタイリングの方法を理解しやすく、自分のノウハウとテクニックを 知らせるために本も出版しており、日本でも様々な活動を通じて海外でもスタイリストとして可能であることを立証している。

## 出演

### テレビ
- On style「GET IT BEAUTY」
- KBS W「AFTERSCHOOL[beauty BIBLE」
- SBS「STAR KING」
- 化粧台をお願い２
- 上海 SiTV「时尚佳人」
- シンガポール「E NEWS」インタビュー
- NAVER TV「Photo People in Paris」
- 「InstaBeauty」（初心者でも扱いやすいおすすめスタイリング）
- FashionN「Follow me8」（メンズにオススメしたいヘアスタイリング）
- JTBC2「ソン・ジヒョのビューティービュー」
- NAVER TV「Photo People in Paris(special episode)」
- Channel A「私は身体の神だ」（脱毛管理法・スタイリング）
- 「キム・ヒョンウクのグットモーニング」（自分で上手に染めるコツ）
- NAVER TV VLIVE「ビックピッチャー3」
- TBSテレビ「サンデー・ジャポン」GUNHEE TOKYO（韓流ブームのトレンド）
- 日本テレビ「今夜くらべてみました」
- フジテレビ「それ古いっすよ!サンドさん!!」GUNHEE TOKYO（時代憧れのサンドに新常識を叩き込む！）
- TV朝鮮「ネットワークマガジン」（極寒ビューティー職業）
- 日本テレビ「ヒルナンデス!」

### 雑誌
- 2015年、 キム·ヒチョルのヘアスタイリスト、中国のビューティー市場攻略に乗り出す。(ハンギョン)
- 2015年、 ヘアアーティストゴ二「K-Beautyのアイコンになりたい」(BNT)
- 2015年、 Shanghai SiTV「时尚佳人」に出演しているゴ二「マスコミに注目されるヘアアーティストは0.1%、厳しい職業だと思う」(BNT)
- 2016年、 ヘアスタイリスト「ゴニ」(Signature hair)
- 2017年、Free Man In Parisヘアスタイリストゴニ（VOGUE KOREA）
- 2018年、「Beauty人Side」 韓国を越えて世界へ「K-Beautyトレンドの中心」(ZENITH NEWS)
- 2019年、ヘアデザイナー「ゴニ」(10ASIA)
- 2020年、ヘアライフスタイルブランド「bloblow」韓中日市場ローンチング予定(asia time)

## 著書
- GUNHEE TOKYOが教える、韓国スタイル メンズメイク＆ヘア(2022年、徳間書)

ISBN 9784198654948

## 受賞
- 2015年、Asia Beauty Awards in Shanghai「K-Beauty アーティスト賞」
- 2018年、消費者選好ブランド大賞ビューティー産業部門(GHINC)